# 北野白梅町駅
北野白梅町駅（きたのはくばいちょうえき）は、京都府京都市北区北野下白梅町にある、京福電気鉄道（嵐電）北野線の停留場である。駅ナンバリングはB9。

## 歴史
1925年（大正14年）の北野線の開業時には設置されていなかったが、1943年（昭和18年）の京都市電西大路線の全通に際して、京都市電との接続地点に開業した。開業時の停留場設備は簡素な造りであった。
開業時の駅名は白梅町駅（はくばいちょうえき）であったが、北野 - 当停留場間が1958年（昭和33年）7月に休止され同年9月15日に廃止されたのち、北野駅と白梅町駅の両駅名を合わせる形で現停留場名に改称され、その翌月に旧駅舎が設置された。公的には「北野白梅町」で、ひとまとまりの公称町名であるが、「北野」が当停留場のある地域を示す地域名、「白梅町」が当停留場のある町の名前であるとの認識も見られる。
雑誌『鉄道ファン』連載「電車をたずねて」の嵐電の記事によると、北野線の路面区間上（北野白梅町交差点の東側）に白梅町停留場があったが、京都市電今出川線の延伸に際し障害となるため、交差点西側の現在地（専用軌道上）に移設された。
その後、2019年（令和元年）にバス停留所との一体化やバリアフリー化を目的として、駅舎の改築工事が開始され、2021年（令和3年）3月25日に供用を開始した。

### 年表
- 1943年（昭和18年）10月1日：京福電気鉄道[7]北野線に白梅町駅として新設開業[1]。
- 1958年（昭和33年）
  - 7月：今出川通の拡幅と京都市電今出川線の延伸に伴い北野駅 - 白梅町間が休止[1]し、当駅が実質的な起点となる。
  - 9月15日：北野 - 白梅町間廃止、当停留場が正式な起点となる。
  - 9月16日：北野白梅町駅に改称[1]。
- 2019年（令和元年）11月：駅舎改築工事が開始、旧駅舎の撤去が始まる[3]。
- 2020年（令和2年）3月20日：バリアフリー化および併設されたバス停に京都市営バス（市バス）が発着を開始する[3][5]。
- 2021年（令和3年）3月25日：新駅舎の供用開始[4][5][6]。リニューアル事業が完了[4][5][6]。

## 停留場構造

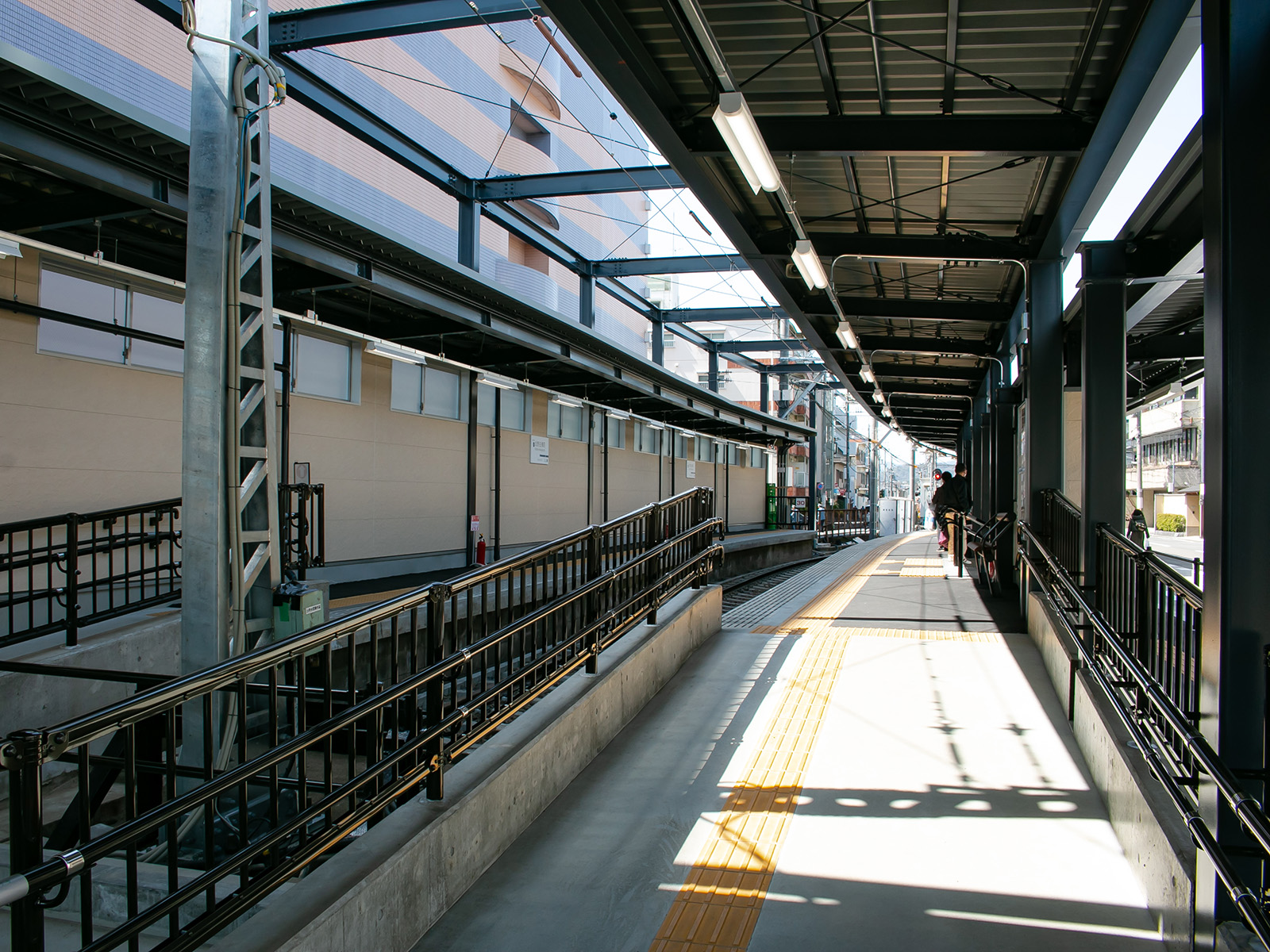
ホーム（2020年3月）

2面1線の地上駅。駅員が配置されているが、無人となる時間帯もある。三方（北・南・東）を道路に囲まれているため、当駅へは必ず信号つきの横断歩道を渡る必要がある。
改築に伴い以下の変更がなされた。
- 旧・2番線降車ホームと旧・乗車ホームの位置に現在のホームが置かれた。
- 旧・1番線降車ホームの位置にはバス停が設置され、ホームからは階段またはスロープにて行き来できる。
- 乗車ホーム西端（帷子ノ辻方向）にバリアフリー対応の公衆トイレが設置され、京都市との協定により「観光トイレ」として位置づけられている。
- 1線のみになった代わりにホームは従来より延ばされており、2両が縦列に停車できるようになっている。

### 旧駅舎時代
頭端式ホーム3面2線で、ホーム全体がドーム状の屋根で覆われていた。乗車は中央のホームから行い、多客時などを中心に駅員配置時は降車扱いは両端のホームで行うことが多かった。トイレは1番線側の降車ホームの端に設置されていた。
のりば（旧駅舎当時）
| 番線 | 路線    | 行先               | 備考     |
| ---- | ------- | ------------------ | -------- |
| 1    | ■北野線 | 帷子ノ辻・嵐山方面 |          |
| 2    | ■北野線 | 帷子ノ辻・嵐山方面 | 一部のみ |

付記事項
- 通常は1番線のみ使用。
- 降車時の運賃支払いは駅員配置時間帯は改札口で、それ以外は運転士が車内で実施していた。

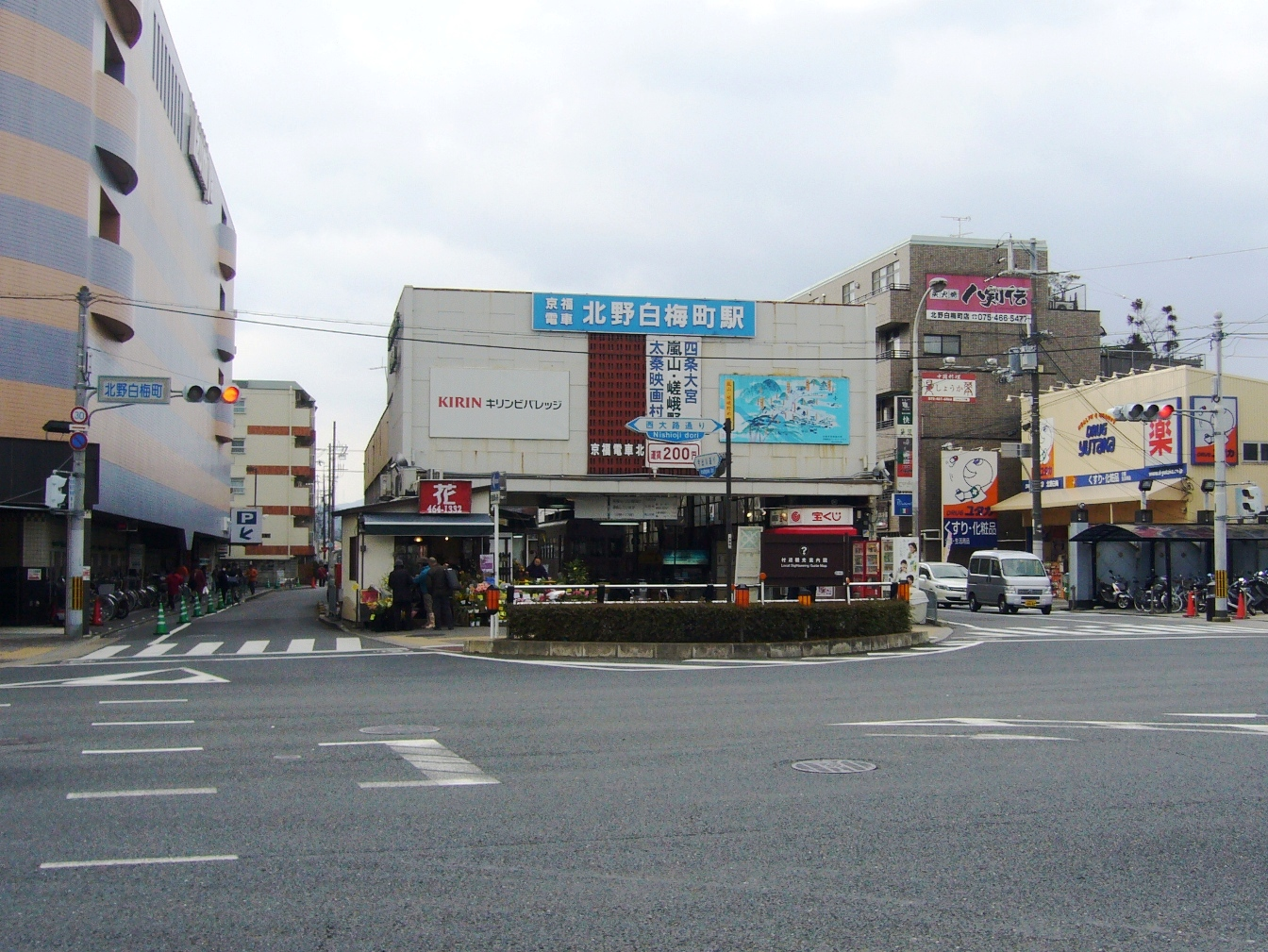
旧駅舎（2009年3月）
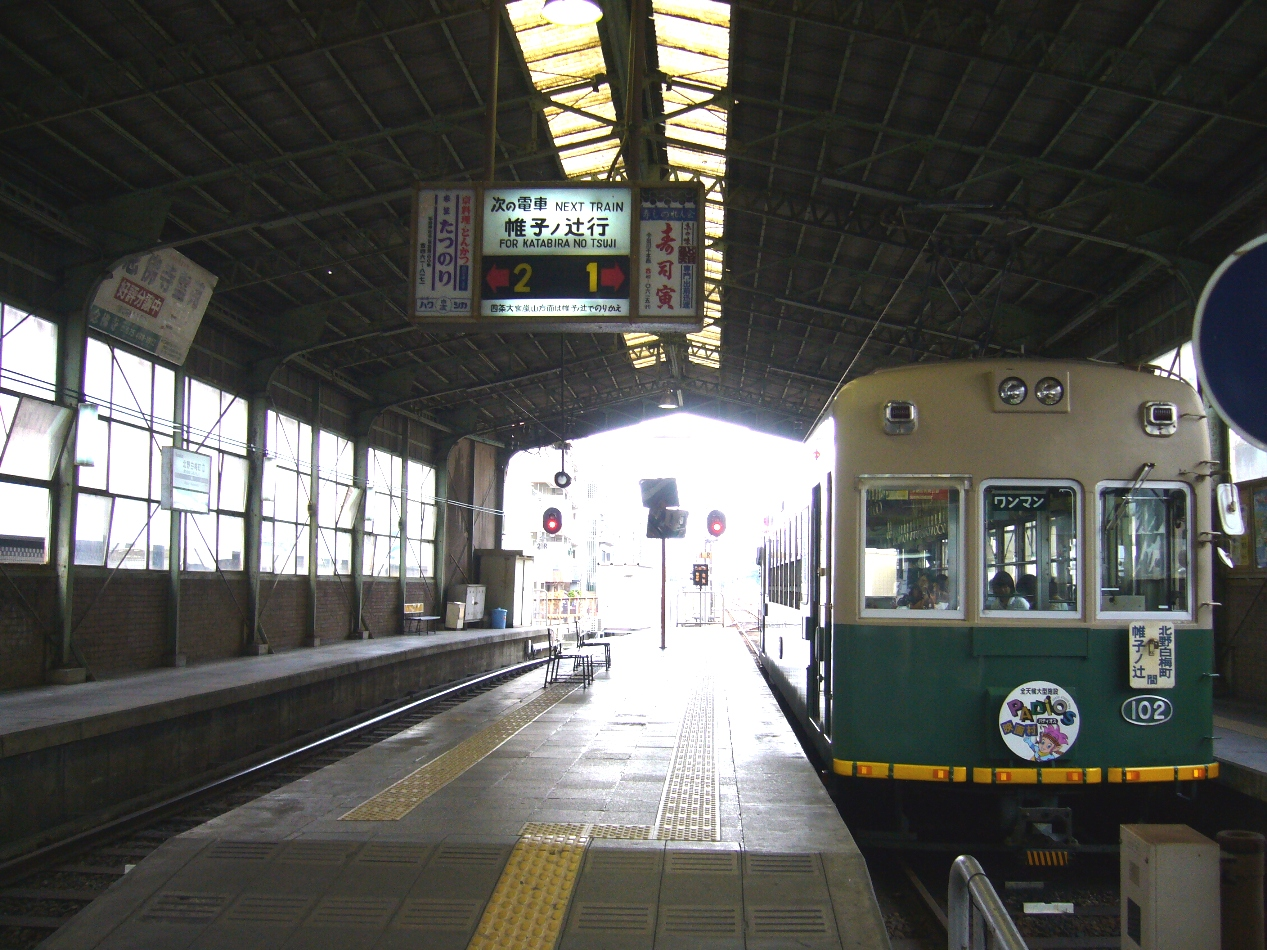
旧駅舎構内（2007年9月）
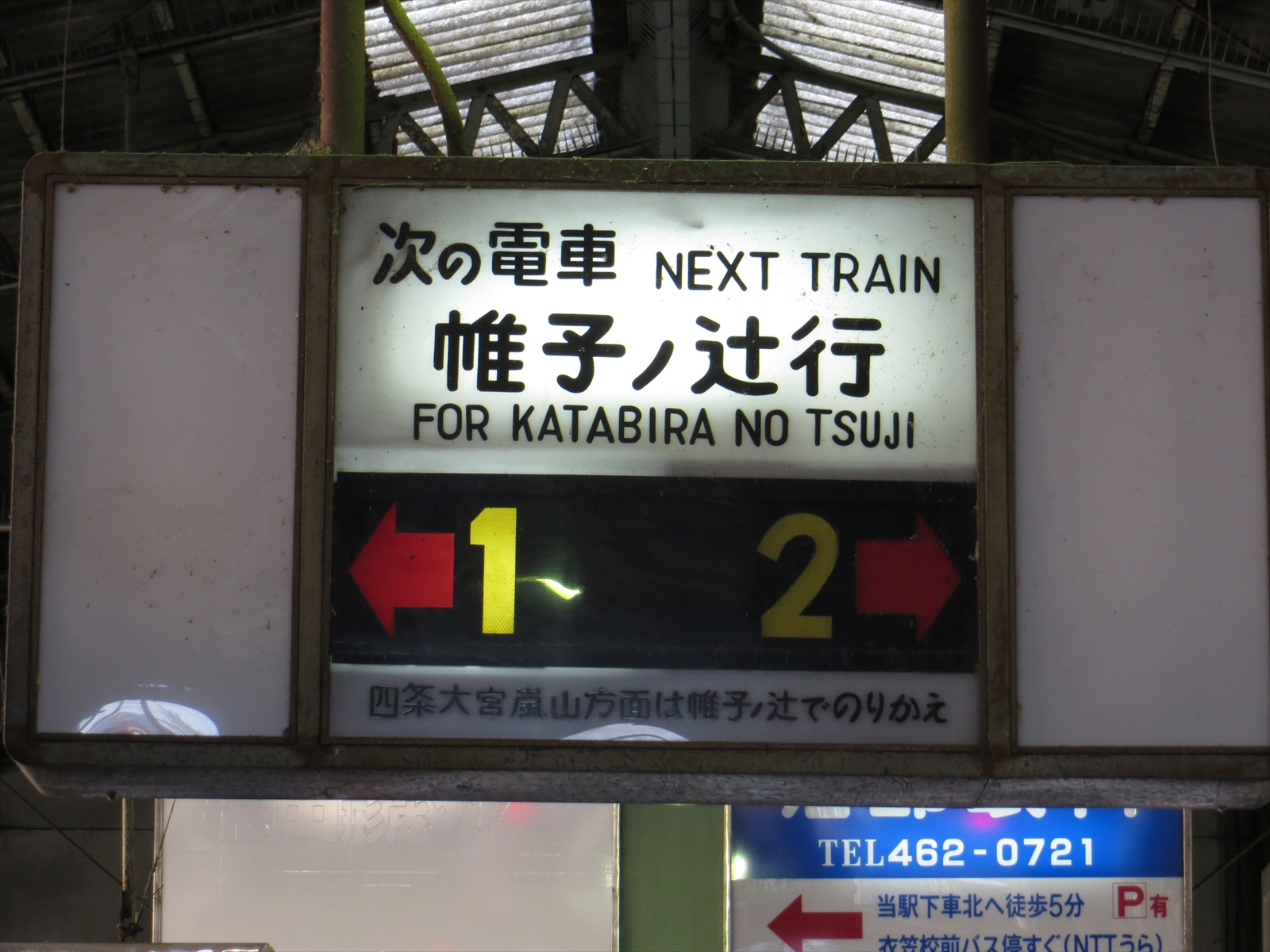
旧駅舎内にあったのりば案内（2014年11月）

## 停留場周辺

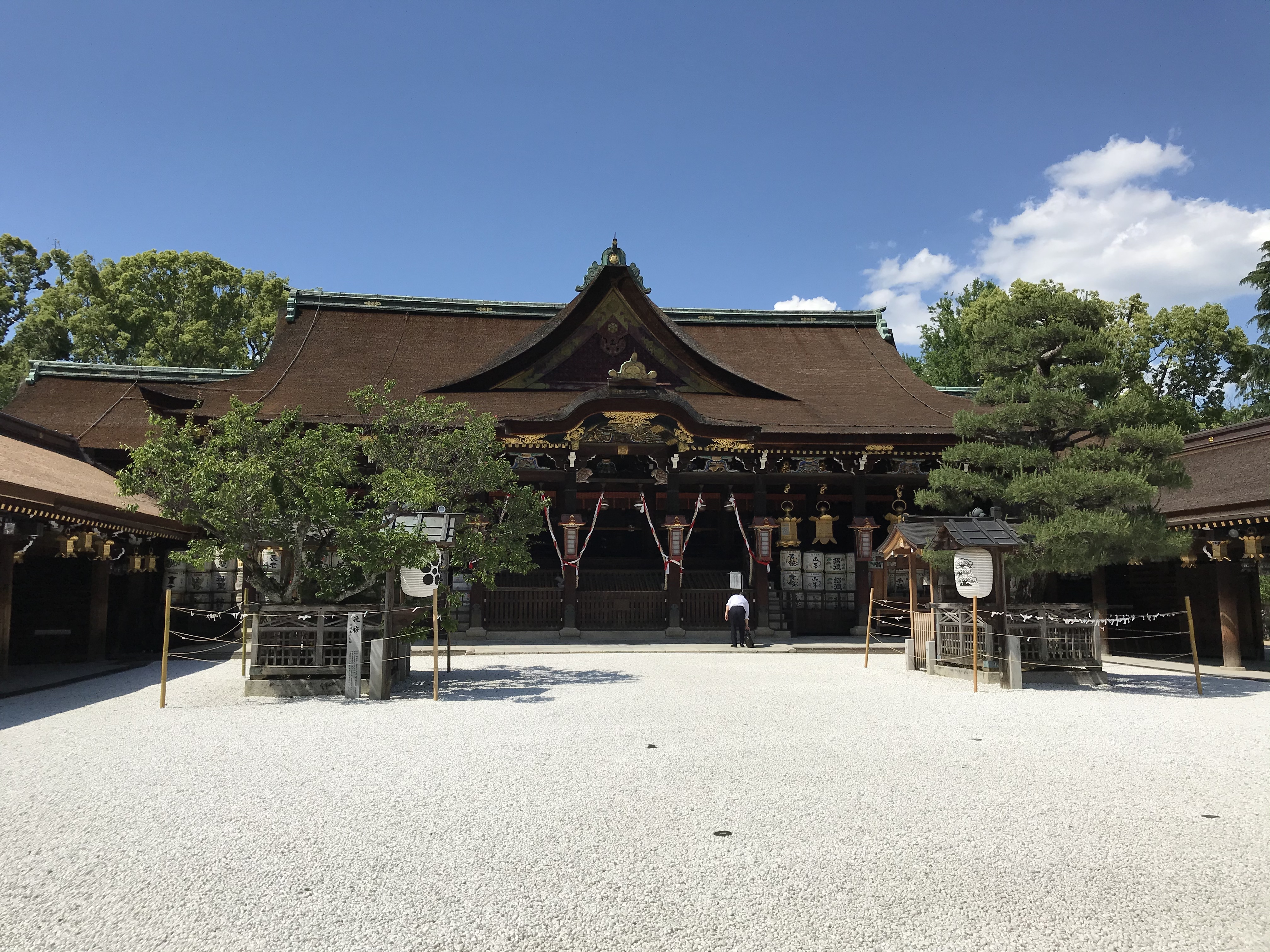
北野天満宮

京都市内の幹線道路である西大路通と今出川通が交わる北野白梅町交差点に面するため、交通量が多い。
- イズミヤ白梅町店
- 北野天満宮
- 紙屋川（天神川）
- 日本郵便京都大将軍郵便局
- 大将軍八神社
- 洛星中学校・高等学校
- 櫻谷文庫
- 平野神社
- 相馬病院

## バス路線

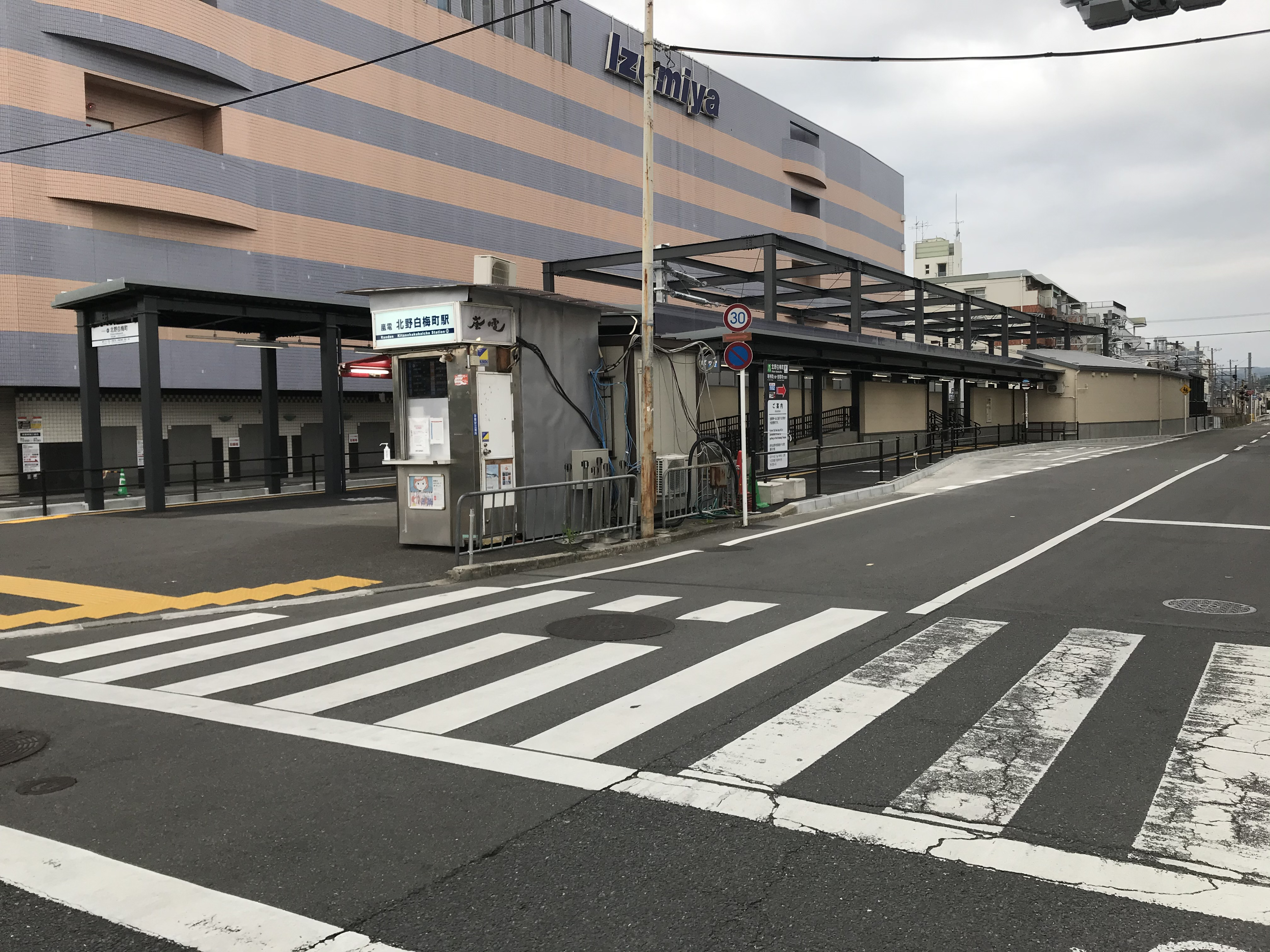
駅併設のバスのりば（2020年5月。「北野白梅町」Fのりば）

「北野白梅町」停留所に下記の各路線が乗り入れる。バスのりばはA - Gの7か所が設けられている。
- 京都市営バス（市バス）・西日本ジェイアールバス高雄・京北線[9]
  - Aのりば（今出川通東行西側）
    - 51号系統：烏丸御池 四条河原町・三条京阪 行き
    - 102号系統：出町柳駅 銀閣寺・錦林車庫 方面
    - 203号系統：出町柳駅 銀閣寺・錦林車庫 方面

  - Bのりば（今出川通東行東側）
    - 10号系統：千本丸太町・河原町丸太町 四条河原町・三条京阪 行き
    - 50号系統：二条城・西洞院通 京都駅 行き
    - 52号系統：七本松通・二条駅・四条大宮 四条烏丸 行き
    - 55号系統：二条駅・四条大宮 四条烏丸 行き

  - Cのりば（今出川通西行東側）
    - 10号系統：宇多野・山越 行き

  - Dのりば（西大路通南行）
    - 15号系統：四条河原町・三条京阪 行き
    - 快速202号系統：【快速】西大路四条 西大路駅・九条車庫 行き
    - 203号系統：西大路四条 四条河原町・祇園 方面
    - 204号系統：円町・銀閣寺 方面
    - 205号系統：西大路四条・西大路七条 京都駅 方面
    - 快速205号系統：【快速】西大路四条 京都駅 方面
    - 西日本JRバス：西ノ京円町・千本丸太町 四条大宮・京都駅 行き

  - Eのりば（西大路通北行南側）
    - 26号系統：宇多野・山越 行き
    - 西日本JRバス：高雄・栂ノ尾・周山 行き

  - Fのりば（当駅北側に隣接、今出川通西行）
    - 102号系統： 金閣寺・北大路バスターミナル 方面
    - 臨快速12系統：金閣寺道・二条城・京都駅行（最繁忙期のみ運行）

  - Gのりば（西大路通北行北側；旧Fのりば）
    - 15号・50号・52号・55号系統：わら天神 立命館大学前 行き
    - 51号系統：小松原児童公園 立命館大学前 行き
    - 快速立命館系統：【快速】立命館大学前 行き
    - 204号系統：金閣寺・北大路バスターミナル・高野 方面
    - 205号系統：金閣寺・北大路バスターミナル ・下鴨神社 方面

## 隣の駅
京福電気鉄道
■北野線
北野白梅町駅 (B9) - 等持院・立命館大学衣笠キャンパス前駅 (B8)
- 括弧内は駅番号を示す。
  - 1945年（昭和20年）6月4日までは、当停留場と等持院・立命館大学衣笠キャンパス前駅（当時は等持院駅）の間に小松原駅が存在した。

### かつて存在した路線
京福電気鉄道
北野線
北野駅 - 白梅町駅